# Municipio de Verdigre
El municipio de Verdigre (en inglés: Verdigre Township) es un municipio ubicado en el condado de Knox en el estado estadounidense de Nebraska. En el año 2010 tenía una población de 698 habitantes y una densidad poblacional de 7,53 personas por km².

## Geografía
El municipio de Verdigre se encuentra ubicado en las coordenadas 42°32′54″N 98°0′33″O / 42.54833, -98.00917. Según la Oficina del Censo de los Estados Unidos, el municipio tiene una superficie total de 92.69 km², de la cual 92,19 km² corresponden a tierra firme y (0,53 %) 0,49 km² es agua.

## Demografía
Según el censo de 2010, había 698 personas residiendo en el municipio de Verdigre. La densidad de población era de 7,53 hab./km². De los 698 habitantes, el municipio de Verdigre estaba compuesto por el 96,85 % blancos, el 1,72 % eran amerindios y el 1,43 % eran de una mezcla de razas. Del total de la población el 0,14 % eran hispanos o latinos de cualquier raza.